# Любава (гміна)
Гмі́на Люба́ва (пол. Gmina Lubawa) — сільська гміна у північній Польщі. Належить до Ілавського повіту Вармінсько-Мазурського воєводства.
Станом на 31 грудня 2011 у гміні проживало 10604 особи.
Адміністративний центр гміни - село Фієво.

## Територія
Згідно з даними за 2007 рік площа гміни становила 236.64 км², у тому числі:
- орні землі: 78.00%
- ліси: 13.00%

Таким чином, площа гміни становить 17.09% площі повіту.

## Населення
Станом на 31 грудня 2011:
| Опис     | Загалом | Загалом | Чоловіки | Чоловіки | Жінки | Жінки |
| -------- | ------- | ------- | -------- | -------- | ----- | ----- |
| одиниця  | осіб    | %       | осіб     | %        | осіб  | %     |
| все      | 10604   | 100     | 5404     | 50.96    | 5200  | 49.04 |
| міське   | 0       | 100     | 0        |          | 0     |       |
| сільське | 10604   | 100     | 5404     | 50.96    | 5200  | 49.04 |

## Сусідні гміни
Гміна Любава межує з такими гмінами: Ґродзічно, Домбрувно, Ілава, Любава, Нове-Място-Любавське, Оструда, Рибно.